# Lac Koulounda
Le lac Koulounda (en russe : Кулундиское озеро, Kouloundiskoïe ozero) est le lac le plus important de la steppe de Koulounda dans la région de l'Altaï en Sibérie occidentale. Il est situé à 64 km à l'est de la ville de Slavgorod.
C'est un lac de soude qui s'étend sur 728 km2, avec un diamètre d'environ 35 km et une altitude de 99 m. Le lac Koulounda n'est pas profond, en moyenne 2,5 à 3 m, au maximum 4 m. Il est légèrement salé. 
Le lac est environné par un paysage de steppe. Dans la partie orientale du lac, on trouve un certain nombre d'îles et d'échancrures, tandis que la partie occidentale est plus égale, avec des plages de sable fréquentées en été.
Le lac ne gèle pas en hiver (à cause de sa teneur en sel de Glauber) et la température de l'eau peut atteindre 26 °C en été. Les rivières Koulounda et Souïetka se jettent dans le lac Koulounda et il est relié par un petit canal au lac de Koutchouk, à 6 km au sud.
À quelques kilomètres au sud, se trouve la ville de Blagovechtchenka (12 600 habitants) et la ligne de chemin de fer Barnaoul-Koulounda (ru)-Pavlodar

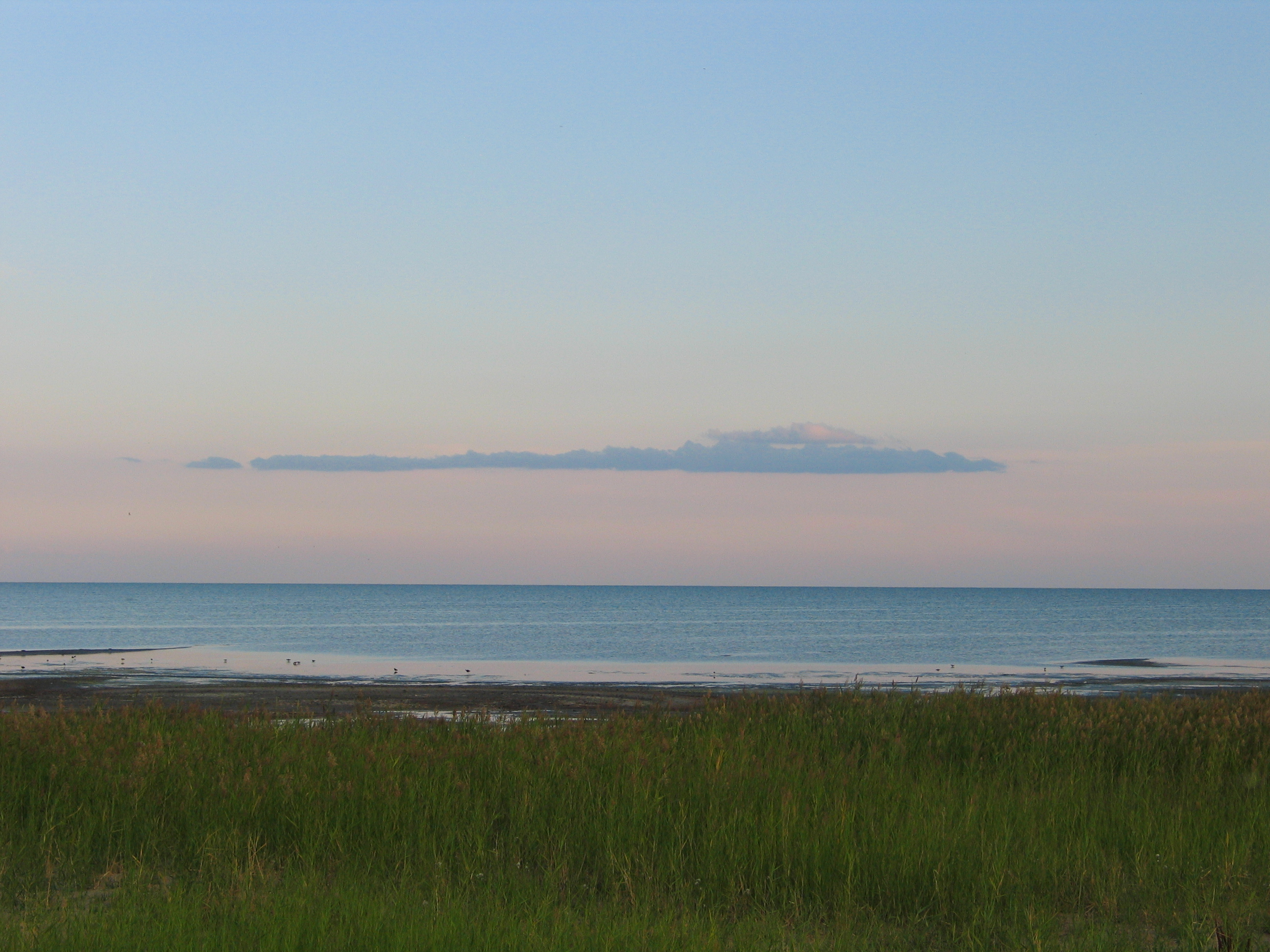
Vue du nord du lac Koulounda